# Michal Bosák

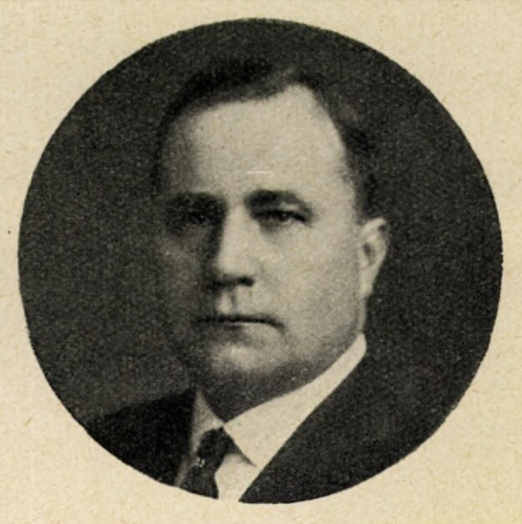
Michal (Michael) Bosák (ca. 1920)

Michal Bosák, auch englisch Michael Bosak (* 10. Dezember 1869 in Okrúhle, Komitat Sáros, Österreich-Ungarn; jetzt Slowakei; † 18. Februar 1937 in Scranton, Pennsylvania, USA) war ein US-amerikanischer Bankier slowakischer Abstammung und Mäzen.

## Werdegang

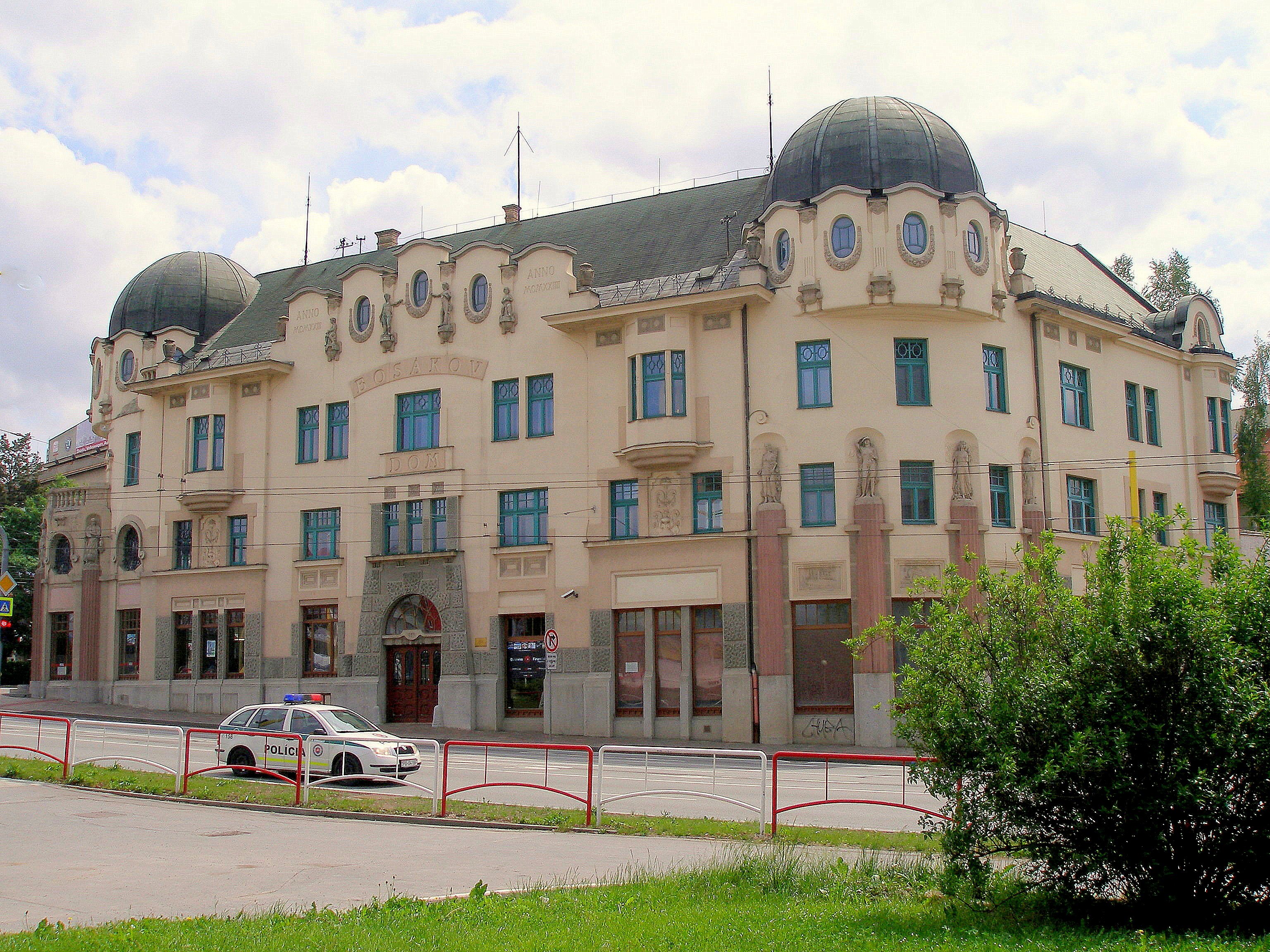
Das Filialgebäude der Amerikanisch-Slowakischen Bank in Prešov

Bosák kam zur Welt als ältester Sohn einer Bauernfamilie. Er ging zur Schule im Nachbarort Radoma, da es damals keine Schuleinrichtung in seinem Heimartort gab. Im Sommer 1886 wanderte er, wie viele Menschen in der Gegend, aus, mit der Hoffnung, ein besseres Leben im Ausland zu finden. So kam er in die Stadt Hazleton im US-Bundesstaat Pennsylvania und begann mit Sortierung von Kohle, später arbeitete er als Bergbauer in den umliegenden Kohlebergwerken. 1888 war er beim Eisenbahnbau beschäftigt, suchte aber für ihn geeignetere Beschäftigungen und kam deshalb 1890 in das nahe Freeland und vertrieb dort Bier für den Geschäftsmann Michal Zemány. Durch seine Tätigkeit lernte er fast die ganze slowakische Gemeinde in Freeland kennen und heiratete 1891 Zuzana Hudáková. Bald entschied sich Bosák, mit angespartem Geld sein eigenes Geschäft und Gaststätte in Olyphant zu führen.
Sein Geschäftsplatz wurde alsbald zum Zentrum der örtlichen slowakischen Gemeinde und half den slowakischen Einwanderern mit Finanztransaktionen und Schiffskarten. Mit seinem Talent war er so erfolgreich, dass bereits 1897 aus der kleinen Gaststätte ein Spirituosen-Großhandel wurde, dazu gründete Bosák eine Privatbank, die Michal Bosak Private Bank. In seiner Freizeit bildete er sich im Bankenwesen sowie Englischkenntnissen aus und wurde 1902 zum Vorstandsmitglied der First National Bank in Olyphant und später deren Präsident. Da die First National Bank das Recht besaß, eigene Banknoten herauszugeben, erschien die Bosáks Unterschrift auf Banknoten im Wert von 5, 10 und 20 US-Dollar, die am 25. Juni 1907 herausgegeben wurden. 1908 ging er nach Scranton, wo er ebenfalls eine Bank sowie ein Reisebüro besaß. 1912 gründete Bosák die Slavonic Deposit Bank in Wilkes-Barre, die sich überwiegend um Einlagen slowakischer Einwanderer kümmerte und seine Bemühungen gipfelten im Jahr 1915 mit der Gründung der Bosak State Bank, dazu besaß er Anteile in einigen weiteren Banken und genoss damals ein hohes Ansehen.
Neben dem Bankenwesen engagierte sich Bosák auch als Philanthrop und Mäzen und war jahrelang Schatzmeister und Vorsitzender der Finanzkommission des Ersten slowakischen katholischen Vereins und organisierte noch während des Ersten Weltkriegs im Jahr 1917 eine Spende, die die „Unabhängigkeit der Slowakei“ zum Ziel hatte und organisierte etliche slowakische Kulturversammlungen in den USA. Er unterschrieb 1918 das Pittsburgher Abkommen, das die Grundlagen für den noch zu gründenden tschechoslowakischen Staat festlegte.
1920 besuchte er zum ersten Mal seit 34 Jahren die Slowakei und gründete am 31. August die Amerikanisch-Slowakische Bank (slowakisch Americko-slovenská banka) mit Sitz in Bratislava, die seine Bosak State Bank zu 60 Prozent besaß und neun, später 12 Filialen betrieb. In Prešov entstand 1923–24 ein Filialgebäude im Secessionsstil und wird bis heute Bosákova banka genannt. Auch in den Folgejahren (bis 1925) kehrte er immer wieder in sein Heimatland und wirkte als Mäzen: so spendete er beispielsweise beträchtliche Summen für das slowakische Rote Kreuz, Erneuerungen von Kirchen in Prešov und Stropkov und ließ im Heimatort Okrúhle auf eigene Kosten eine Schule bauen, die er anschließend für eine symbolische Summe an den tschechoslowakischen Staat übertrug unter der Bedingung, dass es im Ort keine Gaststätte geben wird.
Der Wert von Bosáks Firmen zu dieser Zeit wurde auf etwa 12 bis 15 Millionen US-Dollar geschätzt, doch die Weltwirtschaftskrise brachte erhebliche Schwierigkeiten und sie gingen 1931 bankrott. Die Bosak State Bank schloss ihre Türen am 5. September 1931. Als Unterstützer der Demokratischen Partei war er den heftigen Attacken der Republikaner ausgesetzt und wurde verklagt, letztendlich aber freigesprochen. Der letzte öffentliche Auftritt von Bosák war am 3. Februar 1937, als er zusammen mit einer Delegation amerikanischer Slowaken vom US-Präsidenten Franklin D. Roosevelt empfangen wurde. Er starb am 18. Februar 1937 im Warteraum eines Zahnarztes in Scranton und wurde im Friedhof im nahen Ort Moscow bestattet.

## Würdigung
Zum 200. Jahrestag der amerikanischen Unabhängigkeitserklärung im Jahr 1976 wurde Bosák zu den 14 bedeutendsten Slowaken der US-amerikanischen Geschichte gekürt.
Zum 150. Jahrestag seiner Geburt gab die Nationalbank der Slowakei eine Sammlermünze im Wert von 10 Euro heraus, zum gleichen Anlass erschien eine Briefmarke im Wert von 2 Euro.